# AS Bakaridjan
Association Sportive Bakaridjan de Barouéli w skrócie AS Bakaridjan – malijski klub piłkarski, grający w pierwszej lidze, mający siedzibę w mieście Ségou.

## Występy w afrykańskich pucharach
| Sezon | Rozgrywki           | Runda   | Kraj    | Klub           | Dom | Wyjazd | Dwumecz      |
| ----- | ------------------- | ------- | ------- | -------------- | --- | ------ | ------------ |
| 2016  | Puchar Konfederacji | wstępna | Tunezja | Stade Gabèsien | 1–1 | 1–1    | 2–2 (k. 3–4) |

## Stadion
Domowe mecze klub rozgrywa na stadionie o nazwie Stade Amari Daou w Ségou. Stadion może pomieścić 15000 widzów.

## Reprezentanci kraju grający w klubie od 2010 roku
Stan na lipiec 2023.
| - Daouda Ba - Alou Bagayoko - Malick Berthé - Sékou Berthé - Mohamed Camara - Hamet Diallo - Lassana Diallo - Ibrahim Kane - Ousmane Keita | - Youssouf Koné - Abdoul Karim Magassouba - Zoumana Simpara - Hamidou Sinayoko - Didier Tamboura - Abdoul Touré - Adama Traoré - Ibrahima Traoré - Mahamadou Traoré |